# Un mensaje de amor desde Yamato
Un mensaje de amor desde Yamato (恋飛脚大和往来;  Koi no Tayori Yamato Ōrai?) es una obra de kabuki escrita por los dramaturgos japoneses Namiki Shōzō II y Tatsuoka Mansaku en 1796.
La obra está ambientada en el período Edo y basada en hechos reales. En 1710, el hijo adoptivo de una casa de mensajería llamado Chūbei utilizó dinero del negocio familiar para comprar a su amante, la cortesana Umegawa, que trabajaba en Shinmachi, el distrito de placer de Osaka. Huyeron juntos a la provincia de Yamato pero fueron capturados. Chūbei fue ejecutado, y Umegawa devuelta a Shinmachi, aunque es sus últimos años se convirtió en una monja budista.
Formada por dos escenas independientes, Fuin Giri ("La ruptura del sello") y Ninokuchi-mura ("La aldea Ninokuchi"), Koi no Tayori Yamato Ōrai ha sido interpretada de forma regular durante los dos siglos desde su primera puesta en escena, convirtiéndose en uno de los dramas domésticos más populares del repertorio de kabuki.

## Análisis y crítica

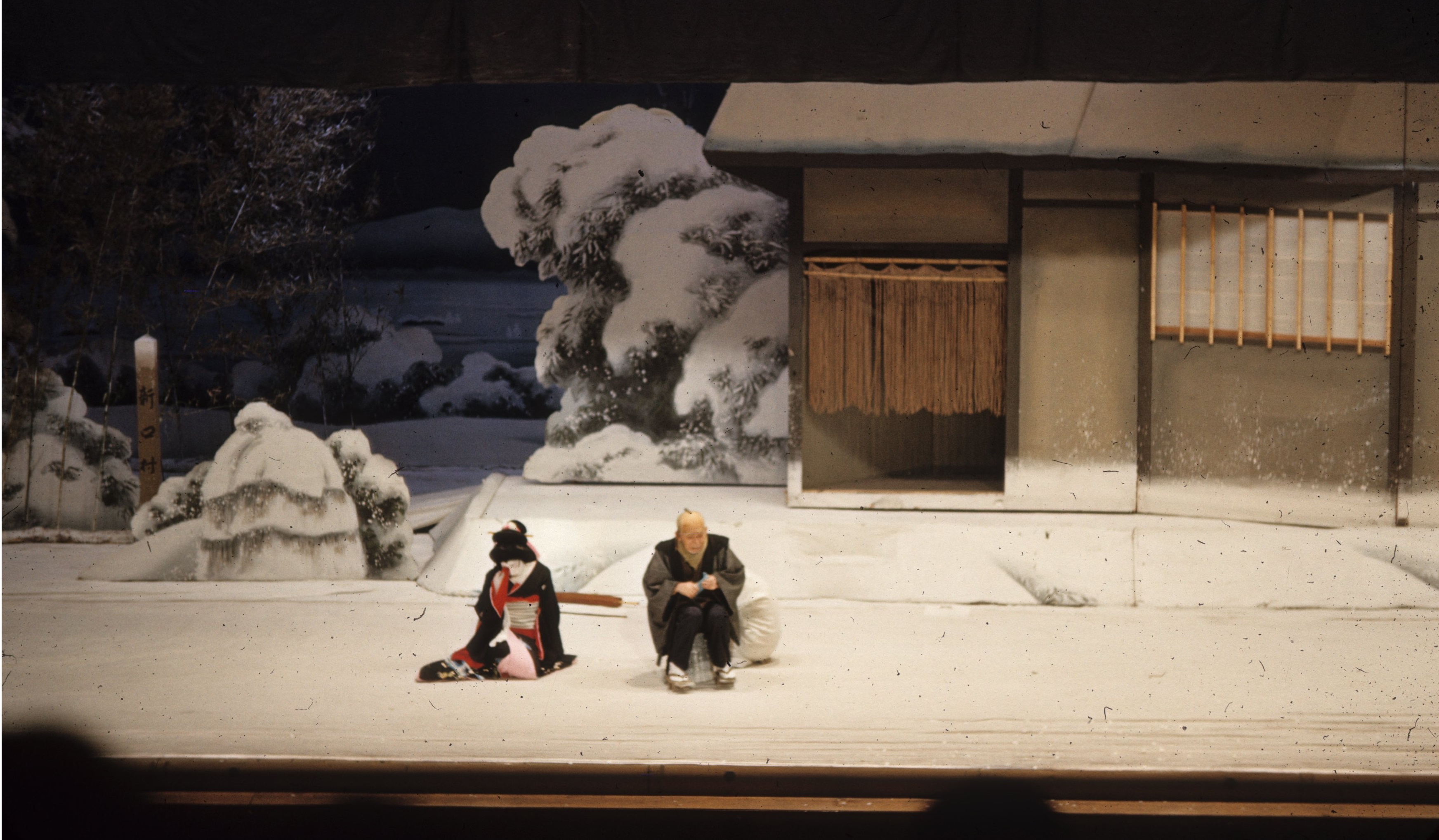
"Un mensaje de amor desde Yamato" puesta en escena en el teatro Kabuki-za, marzo de 1952.

"Un mensaje de amor desde Yamato" está considerada una obra maestra de kabuki, y en particular una de las más importantes obras sewamono de la región Kamigata. Es también extremadamente popular, con más de 57 representaciones durante el periodo Heisei (1989-2019), más que ninguna otra obra de este estilo.
El personaje de Chūbei está considerado un ejemplo representativo del estilizado estilo de actuación wagoto, desarrollado por el legendario actor Sakata Tōjūrō I (1647-1709) en Kioto. En particular la escena en la que Chūbei rompe el sello del dinero, el momento culminante de "Fuin Giri", ha recibido especial atención por su intensidad dramática y las diferencias entre interpretaciones por diferentes actores. Las actuaciones más elogiadas en ese sentido son las de Nakamura Ganjirō I (1860-1935), Nakamura Kichiemon I (1886-1954) y Nakamura Ganjirō II (1902-1983).
También ha sido aclamada. la lamentación o kudoki de Umegawa en Ninokuchi-mura, en la que la joven cortesana expresa dramáticamente su tristeza y arrepentimiento por su huida de Osaka y su nueva vida como fugitivos. Este tipo de escena, ejemplo altamente estilizado del arte de un actor onnagata, ha sido comparado con las arias en ópera. La escena Ninokuchi-mura en su conjunto ha sido alabada por su belleza y como ejemplo de la estética del teatro kabuki, donde "una escena de intenso sufrimiento es representada en un ambiente de serena belleza, un campo cubierto por la nieve." La escena también ha sido considerada en el contexto de los michiyuki, estilizadas escenas de viaje frecuentes tanto en kabuki como en bunraku.
Otros aspectos notables de la obra son "la dinámica interacción entre kabuki y dramaturgia del teatro de marionetas", los "largos monólogos sin pausa de Hachiemon, Chūbei y Oen", la discusión entre amantes o kuzetsu "característica de las tempranas obras sobre cortesanas (keiseigai), con su atmósfera de erotismo y comedia" y "la angustia emocional expresada con gran detalle en la escena final".